# Paragomphus tournieri
Paragomphus tournieri – gatunek ważki z rodziny gadziogłówkowatych (Gomphidae).